# Gyrinus fraternus
Gyrinus fraternus là một loài bọ cánh cứng trong họ van Gyrinidae. Loài này được Couper miêu tả khoa học năm 1865.